# بوریس توکارف (ورزشکار)
بوریس توکارف (روسی: Борис Токарев؛ ۱۶ مهٔ ۱۹۲۷ – ۱۷ دسامبر ۲۰۰۲) دونده، و ورزشکار دو و میدانی اهل اتحاد جماهیر شوروی سوسیالیستی بود.